# سبعة قبلي
قرية سبعة قبلي هي إحدى القرى التابعة لمركز كوم أمبو في محافظة أسوان في جمهورية مصر العربية.